# Tête d'Hygie
La tête d'Hygie est une sculpture grecque du second classicisme, datée du milieu du IVe siècle av. J.-C. et souvent attribuée au sculpteur Scopas. Elle fait partie de la collection de sculptures classiques du musée national archéologique d'Athènes, inscrite sous le numéro 3602.

## Description
La tête a été trouvée en 1900 ou 1901 lors des fouilles françaises de Tégée, en Arcadie. La tête de marbre est haute de 0,28 m. Elle représente probablement Hygie, déesse de la santé ; elle est attribuée à Scopas de Paros, qui fut architecte à Tégée, lors de la reconstruction du temple d'Athéna Aléa, détruit par un incendie en -395.
La tête d'Hygie conserve tous ses traits presque intacts. Elle faisait probablement partie d'une statue qui n'a pas été retrouvée.
Les traits du visage, très réguliers, expriment la douceur. Le cou mince et la forme ovale du visage sont caractéristiques des représentations de divinités. La tête est légèrement tournée vers la droite. Les lèvres sont entrouvertes. Les mèches de cheveux frisés, traitées avec minutie, sont rassemblées en une couronne et un chignon au sommet de la tête, dégageant le cou et les oreilles.

## Source
- (el) Nicolaos Kaltsas, Musée national archéologique, sculptures, Kapon, Athènes, 2001 (Νικόλαος Καλτσάς : Εθνικό Αρχαιολογικό Μουσείο: Τα γλυπτά., Αθήνα, Καπόν 2001)  (ISBN 960-7037-09-X).